# Falowiec

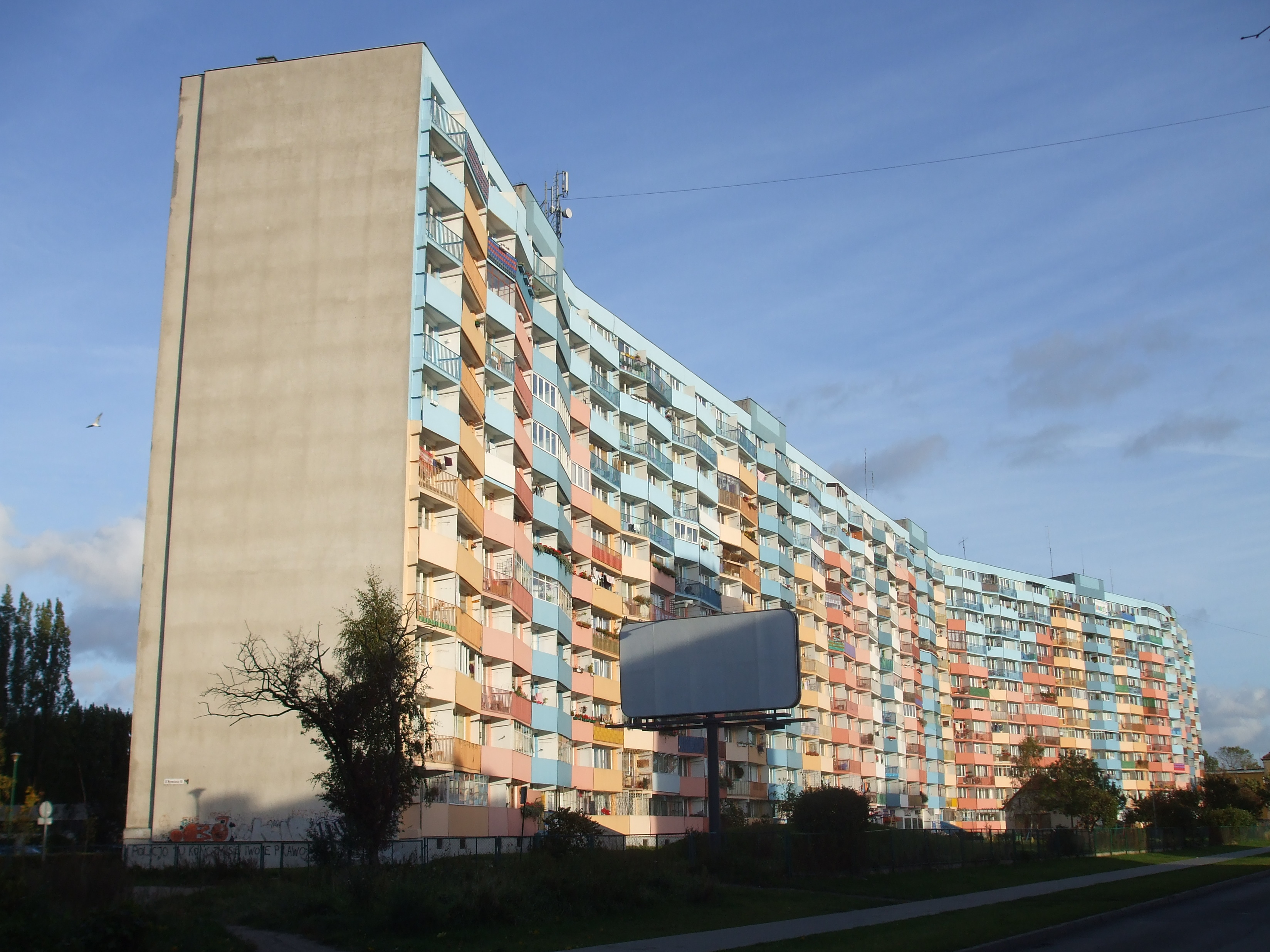
Tył falowca – balkony, w gdańskim Nowym Porcie, 2008

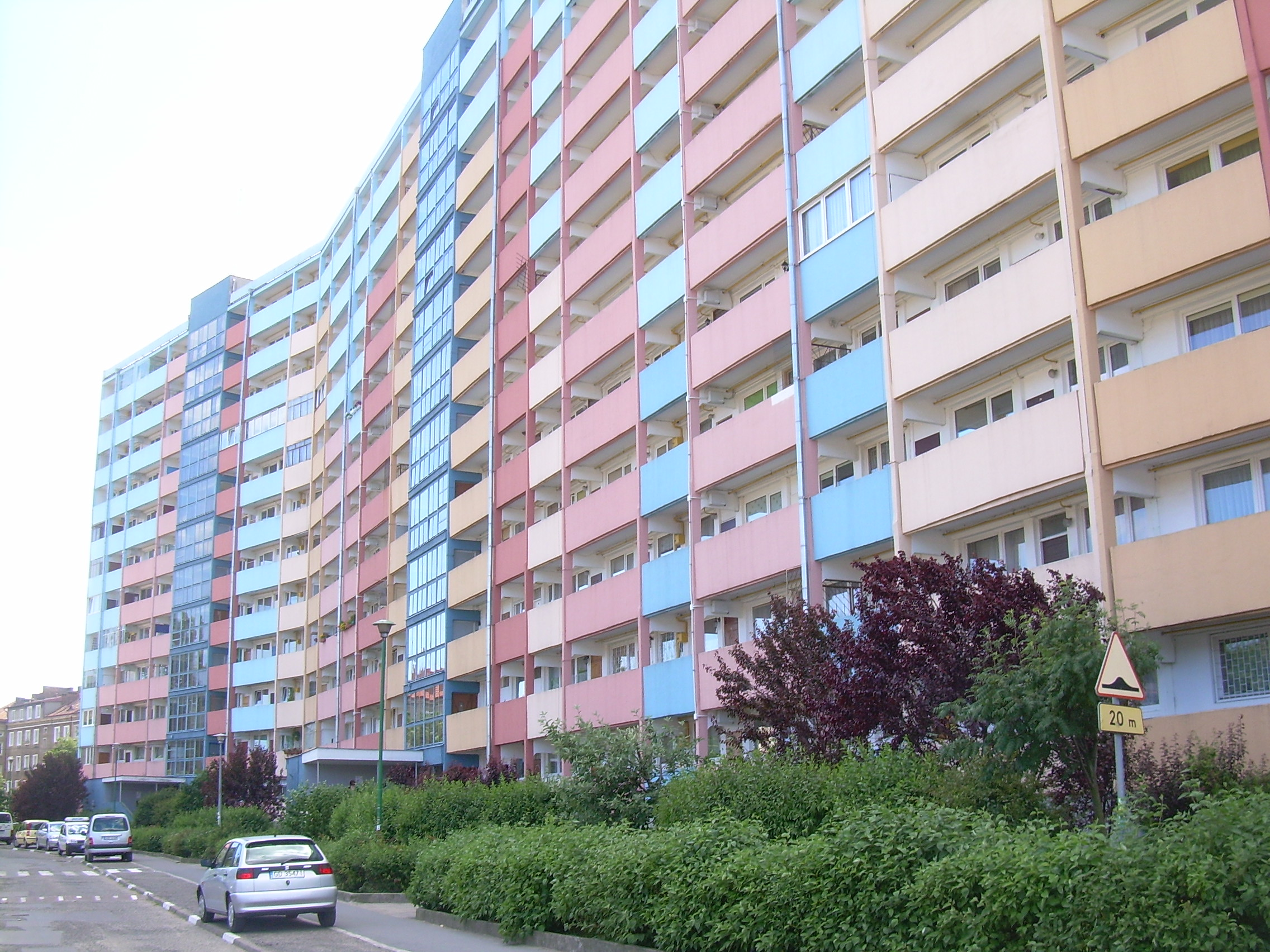
Front falowca w Nowym Porcie, 2010

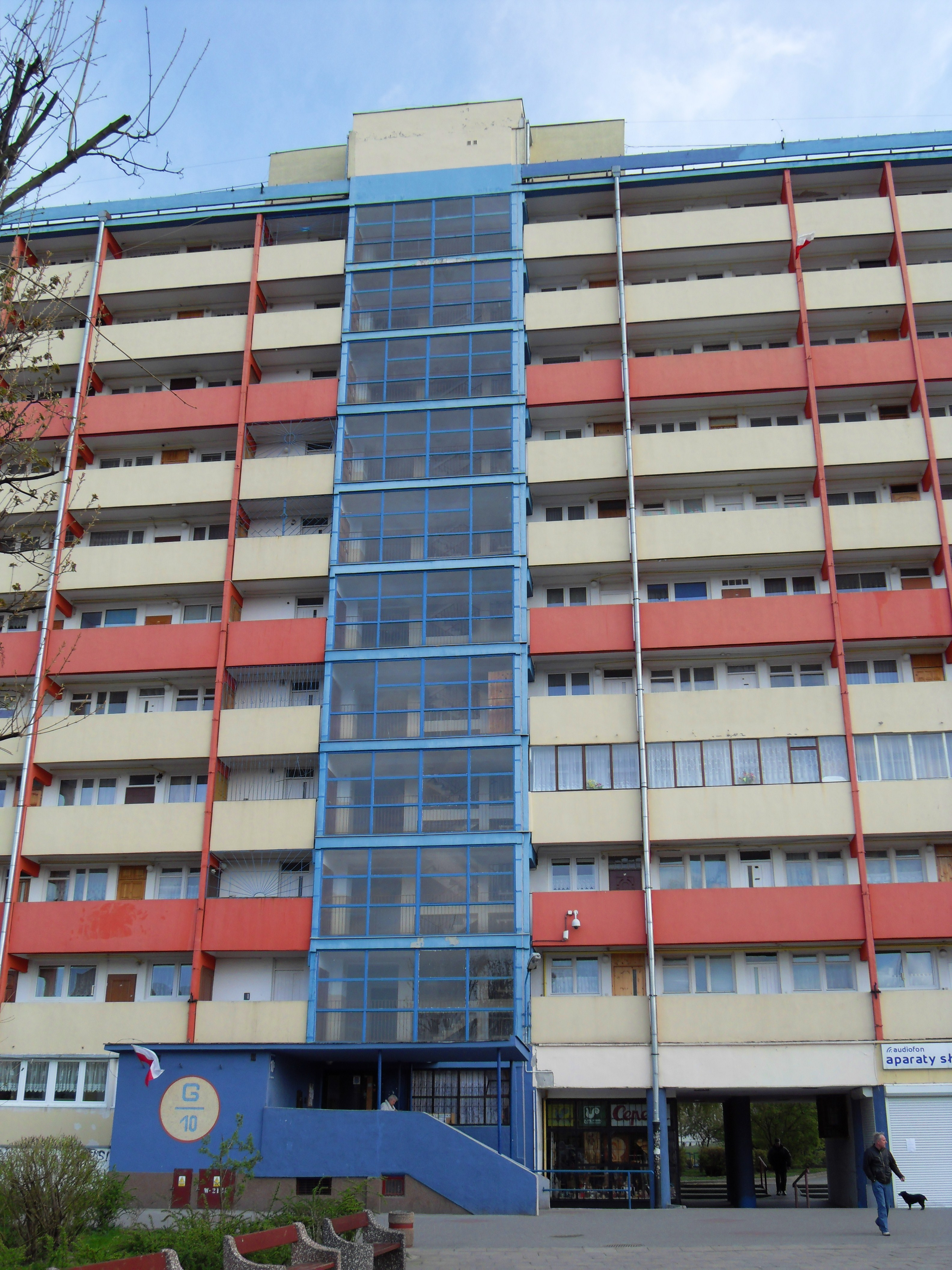
Falowiec – klatka schodowa

Falowiec – typ budynku mieszkalnego, którego bryła i układ balkonów przypominają falę, a wejścia do mieszkań usytuowane są na galeriach (z wyjątkiem falowców łódzkich i poznańskich, gdzie wejścia do mieszkań znajdują się na klatkach schodowych), połączonych ze sobą klatkami schodowymi. Ten typ występuje w Polsce i we Włoszech.

## Falowce w Gdańsku, Łodzi i Poznaniu

### Historia
W Polsce falowce budowano w końcu lat 60. i w latach 70. w Gdańsku na Przymorzu (7 budynków) i w Nowym Porcie (1 budynek) a od lat 80. także w Łodzi na Bałutach (9 budynków lokalnie nazywanych „łamańcami”), w Poznaniu na Żegrzu (5 budynków) i w Kłodzku przy ul. Rodzinnej. W Poznaniu zostały wybudowane jako rozwiązania przejściowe z powodu braku mieszkań, jednakże istnieją do dzisiaj.

### Architektura

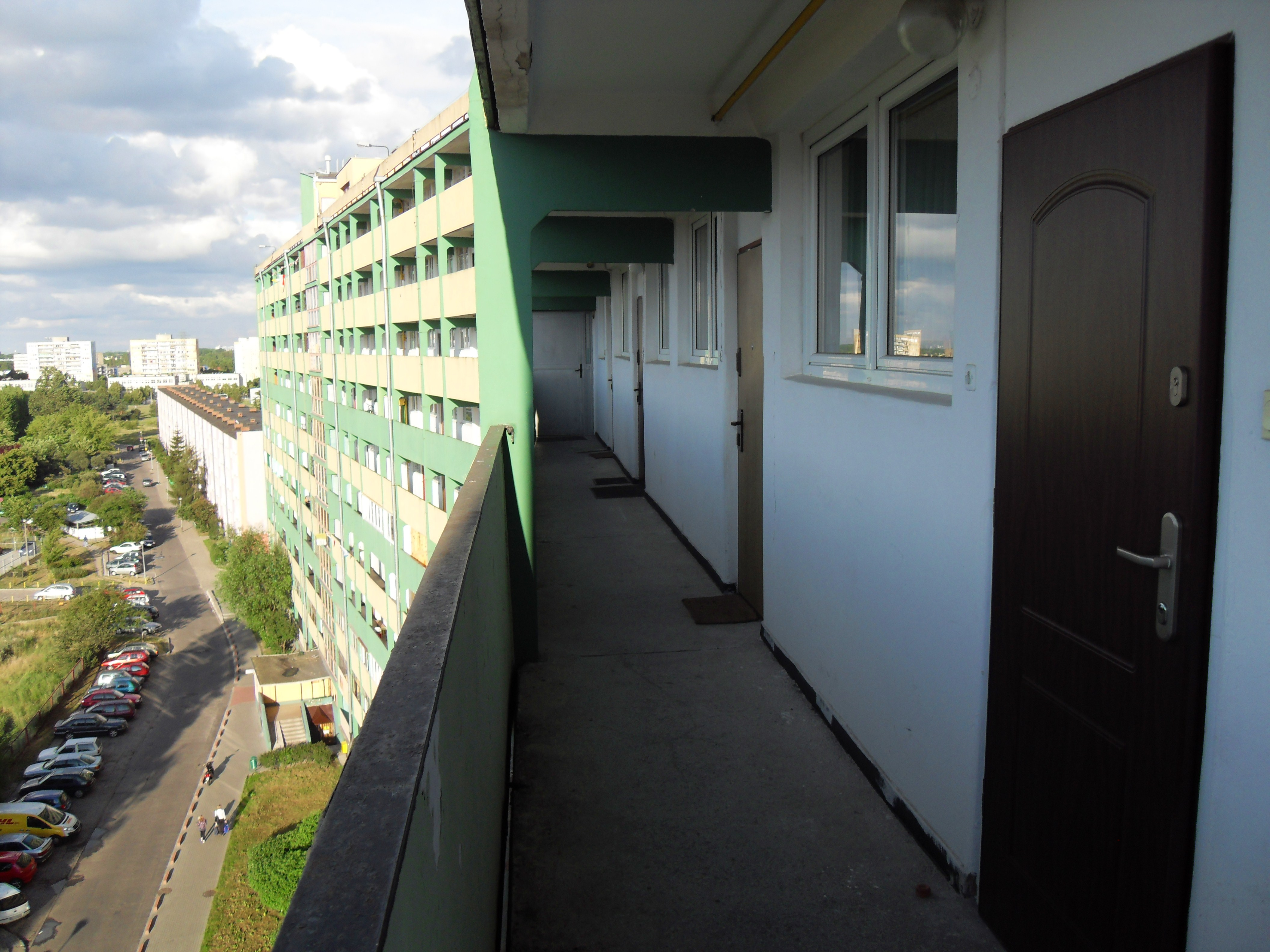
Galeria gdańskiego falowca

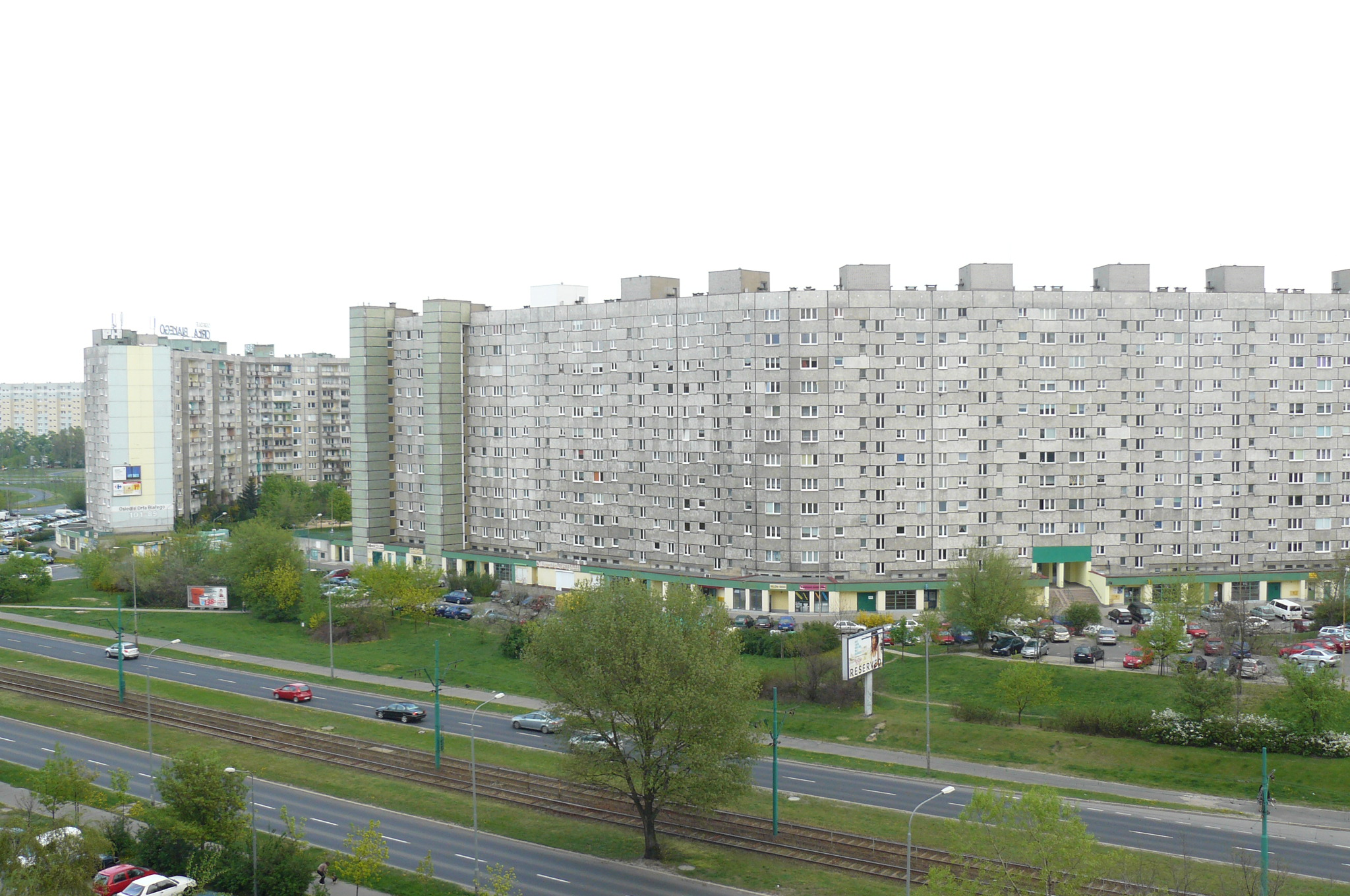
Falowce na osiedlu Orła Białego na Żegrzu w 2011 roku. Widok od ulicy Żegrze

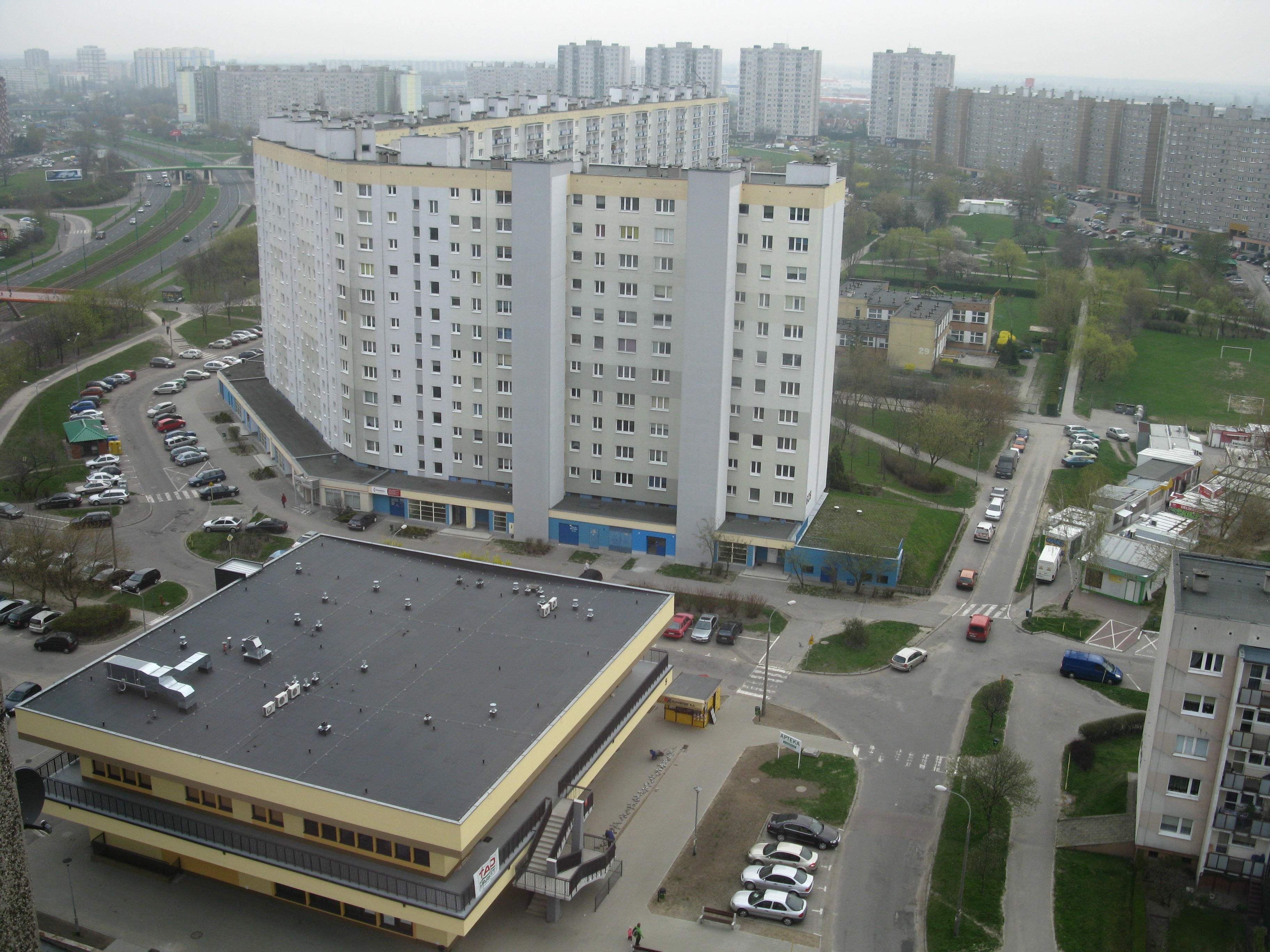
Falowiec nr 9 – 28 na osiedlu Orła Białego (2013)

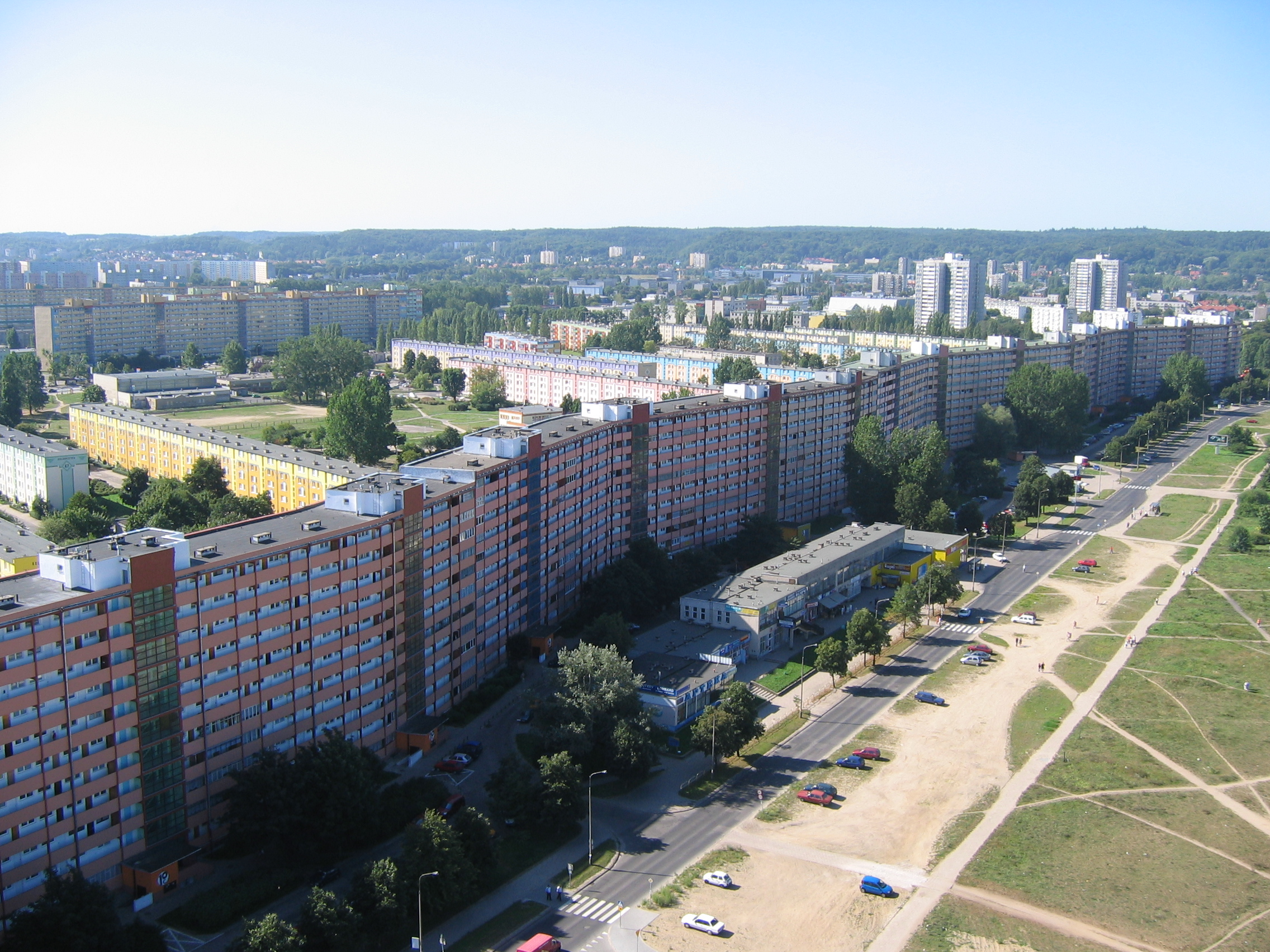
Falowiec przy ulicy Obrońców Wybrzeża na Przymorzu

W falowcu do części mieszkań (ok. 2 na piętro) wchodzi się z klatek schodowych, do pozostałych (ok. 10 na piętro) wchodzi się z otwartych korytarzy (galerii, z budowy przypominających balkon), które łączą sąsiadujące ze sobą klatki (przeszklone od frontów). Na początku użytkowania budynku z każdej klatki bloku można było, idąc galerią, przejść do klatki sąsiadującej. Z czasem, ze względów bezpieczeństwa, większość z przejść została przez lokatorów pięter zamknięta dodatkowymi drzwiami i domofonem z obu stron. Na wysokości niektórych mieszkań galerie zostały częściowo zabudowane, tworząc dodatkowe niewielkie pomieszczenia dla lokatorów (w większości niezgodnie z przepisami; część z tych zabudów posiada z jednej strony ściany uniemożliwiające pozostałym mieszkańcom przejście przez galerię do klatki sąsiedniej, co odcina też jedną z dwóch dróg ewakuacyjnych). Wszystkie klatki są zaopatrzone w windy, z czego w co czwartej znajduje się dodatkowa większa tzw. winda towarowa (mająca większy udźwig i nieco szersza). Do niedawna też zauważalne były zmiany technologiczne, które nastąpiły w trakcie budowy bloku – starsze klatki posiadały windy, które zatrzymywały się co 2-3 piętra, w nowszych winda dojeżdżała do piętra 9, w tych zbudowanych najpóźniej – do piętra 10 (nadbudówki tych klatek posiadają wyższy, skośny dach). Obecnie wszystkie windy zmodernizowano, nie zmieniono jednak najwyższych pięter, do których docierają. W każdym falowcu można wyróżnić dwa typy mieszkań dostępnych z galerii – większe, z dwoma podłużnymi pokojami od strony balkonu i kuchnią od strony galerii oraz mniejsze – z jednym pokojem od strony balkonów, małym pokojem i kuchnią od strony galerii. Mieszkania dostępne z klatek schodowych posiadają natomiast nawet do 4 pokojów, a ich rozkład zależy od klatki i okresu, w którym były budowane. Wszystkie falowce w Polsce posiadają wejścia do klatek od frontu. Balkony znajdują się wyłącznie na tylnych ścianach, wszystkie falowce są skierowane balkonami na południe, każde mieszkanie posiada balkon. Na ścianach bocznych nie ma otworów drzwiowych ani okiennych.

### Liczba mieszkańców w poszczególnych lokalizacjach[3]
(stan na 21 maja 2014)
| Adres                               | Liczba klatek schodowych | Zameldowanych kobiet | Zameldowanych kobiet | Zameldowanych kobiet | Zameldowanych mężczyzn | Zameldowanych mężczyzn | Zameldowanych mężczyzn | Zameldowanych ogółem | Zameldowanych ogółem | Zameldowanych ogółem |
| Adres                               | Liczba klatek schodowych | Stałe                | Czasowe              | Razem                | Stałe                  | Czasowe                | Razem                  | Stałe                | Czasowe              | Razem                |
| ----------------------------------- | ------------------------ | -------------------- | -------------------- | -------------------- | ---------------------- | ---------------------- | ---------------------- | -------------------- | -------------------- | -------------------- |
| Gdańsk – Przymorze (11 kondygnacji) |                          |                      |                      |                      |                        |                        |                        |                      |                      |                      |
| Ul. Piastowska 90                   | 4                        | 468                  | 5                    | 473                  | 344                    | 5                      | 349                    | 812                  | 10                   | 822                  |
| Ul. Piastowska 100                  | 4                        | 433                  | 8                    | 441                  | 366                    | 5                      | 371                    | 799                  | 13                   | 812                  |
| Ul. Jagiellońska 10                 | 12                       | 1457                 | 24                   | 1481                 | 1555                   | 14                     | 1569                   | 2612                 | 38                   | 2650                 |
| Ul. Obrońców Wybrzeża 4, 6, 8, 10   | 16                       | 1887                 | 22                   | 1899                 | 1530                   | 22                     | 1552                   | 3407                 | 44                   | 3451                 |
| Ul. Kołobrzeska 42                  | 5                        | 653                  | 10                   | 663                  | 543                    | 11                     | 554                    | 1196                 | 21                   | 1217                 |
| Al. Rzeczypospolitej 1              | 4                        | 445                  | 9                    | 464                  | 453                    | 1                      | 454                    | 876                  | 11                   | 887                  |
| Al. Rzeczypospolitej 7              | 4                        | 530                  | 7                    | 537                  | 421                    | 2                      | 423                    | 983                  | 8                    | 991                  |
| Gdańsk – Nowy Port (12 kondygnacji) |                          |                      |                      |                      |                        |                        |                        |                      |                      |                      |
| Ul. Wyzwolenia 51                   | 5                        | 630                  | 4                    | 634                  | 574                    | 5                      | 579                    | 1204                 | 9                    | 1213                 |
| RAZEM                               | 54                       | 6503                 | 89                   | 6592                 | 5386                   | 65                     | 5451                   | 11889                | 154                  | 12043                |

## Najdłuższy polski falowiec
Najdłuższy polski falowiec znajduje się na gdańskim osiedlu Przymorze Wielkie przy ulicy Obrońców Wybrzeża. Budynek powstawał w latach 1970–1973. W czasie, w którym ludzie zasiedlali gotowe segmenty wieżowca, mieli okazję widzieć dobudowywanie następnych sekcji. Pierwotnie budynek miał być krótszy, ale z uwagi na obecność znacznej przestrzeni w okolicy poczyniono rozbudowę większą niż planowano. Zaprojektowali go Tadeusz Różański, Danuta Olędzka i Janusz Morek.

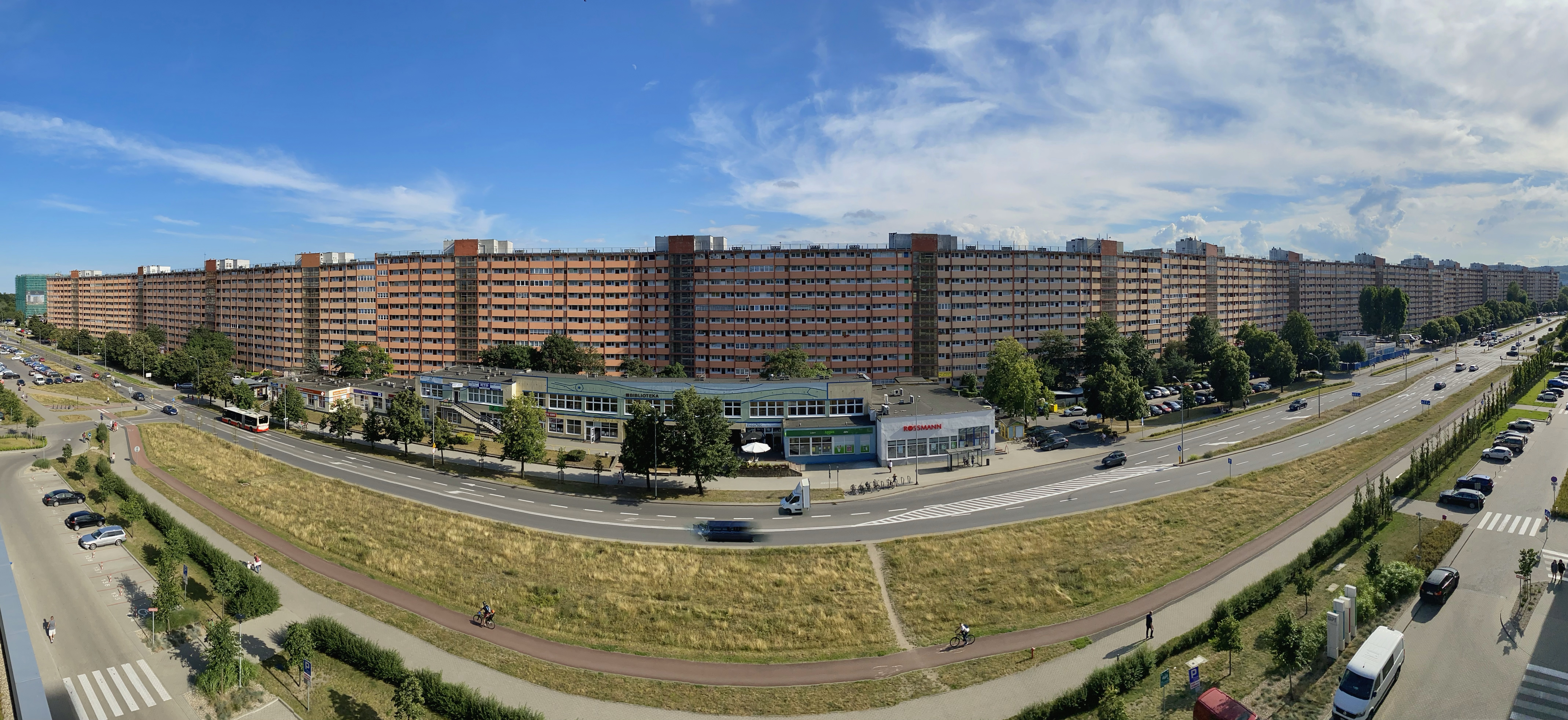
Falowiec przy Obrońców Wybrzeża, widok panoramiczny całego budynku

Historii najdłuższego z falowców poświęcona jest powieść Moniki Milewskiej pt. „Latawiec z betonu” (Wydawnictwo WAM Mando, Kraków 2018).

### Charakterystyka budynku
- 10 pięter (plus parter, nad każdą klatką znajdują się także nadbudówki)
- 4 segmenty po 4 klatki w każdym i średnio 110 mieszkań w każdej z nich (1792 mieszkania)
- 3451 oficjalnie zameldowanych lokatorów (licząc jednak wynajmujących, liczba ta może wynosić nawet 6000)
- długość około 860 m, wysokość 32 m, szerokość 13 m

Od największego gdańskiego falowca dłuższy jest wiedeński Karl-Marx-Hof (1100 metrów). W bliskim sąsiedztwie falowca planowana była budowa najwyższego budynku mieszkalnego w Polsce Big Boy Building, wysokiego na 202 metry. Obecnie przy tej samej ulicy zbudowano 9 wieżowców z dużą liczbą mieszkań po 16-18 pięter każdy, a dwa kolejne (drugi niższy) są w budowie, co czyni ulicę Obrońców Wybrzeża najgęściej zaludnioną ulicą Gdańska – na niecałym kilometrze długości mieszka tu co najmniej 1–2% mieszkańców miasta.